# Kim Thúy
Kim Thúy (ur. 19 września 1968 w Sajgonie), kanadyjska pisarka wietnamskiego pochodzenia.
Urodziła się w Sajgonie w czasie wojny wietnamskiej. Po zwycięstwie komunistów z Północy i opanowaniu przez nich Południa, jej rodzina zdecydowała się na emigrację i w 1978 uciekła z kraju na łodzi (tzw. boat people). Po pobycie w obozie dla uchodźców zamieszkali w Kanadzie, w Montrealu. Ukończyła studia na Uniwersytecie Montrealu (francuskojęzycznym).
Pisze w języku francuskim. Debiutowała w 2009 książką Ru. Autorka wykorzystała w niej wątki autobiograficzne - w powieści opisane zostały dziecięce lata narratorki w Wietnamie, przeprawa przez morze, pobyt w obozie dla uchodźców, a następnie pierwsze lata na emigracji i późniejszy powrót do Wietnamu. W 2011 opublikowała wspólnie z Pascalem Janovjakiem książkę À toi, a w 2013 drugą powieść zatytułowaną mãn.

## Twórczość
- Ru (Ru 2009)
- À toi (2011)
- mãn (2013)